# Richard Marcus
Richard Marcus är en amerikansk skådespelare.
Hans första roll var i två avsnitt av TV-programmet The White Shadow och fick sedan en återkommande roll i det hyllade NBC-dramat St. Elsewhere, för vilken han fick en Emmy nominering.
1996 gjorde han rollen som Dr William Raines i TV-serien Kameleonten. Under 2005 var han med i två avsnitt av TV-serien 24.